# Boletus pyrrhosceles
Boletus pyrrhosceles es una especie de hongo boleto en la familia Boletaceae. Es nativo de Colombia. Fue descrito por Roy Halling en 1992 a partir de material recolectado en noviembre de 1988 cerca de la autopista entre Pasto y Chachagüí en el departamento de Nariño, en el suroeste de Colombia a una altitud de 2700 m.
Boletus pyrrhosceles crece asociado con el roble colombiano (Quercus humboldtii).
Fue clasificado en la sección Luridii, y se lo considera muy similar a Boletus austrinus, Boletus flammans y Boletus rubroflammeus. El nombre de la especie proviene de las palabras griegas pyrrhos "rojo" y skelos "patas", en referencia a su estipe.

## Descripción
La forma del sombrero es convexa a ampliamente convexa, se aplana con la edad y alcanza un diámetro de 2 a 9.5 cm. El margen del sombrero se dobla hacia adentro ejemplares jóvenes antes de aplanarse. El sombrero es de color rojo-marrón que se vuelve naranja-marrón con la edad. La carne es gruesa y amarilla, sin sabor ni olor detectables. En la parte inferior del sombrero, la superficie que contiene esporas comprende diminutos tubos amarillos dispuestos verticalmente con aberturas marrones como poros. Los tubos miden 0,5 cm de profundidad, adnados (fusionados) o subdecurrentes al tallo, y los poros individuales son redondos y pequeños (aproximadamente 1 por mm). El estipe mide de 3 a 7 cm de largo, y 1 cm de grosor. La superficie superior del estipe está cubierta de reticulaciones, y el tallo es color marrón rojizo oscuro y peludo. El micelio es amarillo. La superficie de los poros se vuelve rápidamente azul con lesiones, al igual que el tallo.
A diferencia de otras especies similares, su sombrero no es pegajoso, aun luego de lluvias.